# Gal Vihara

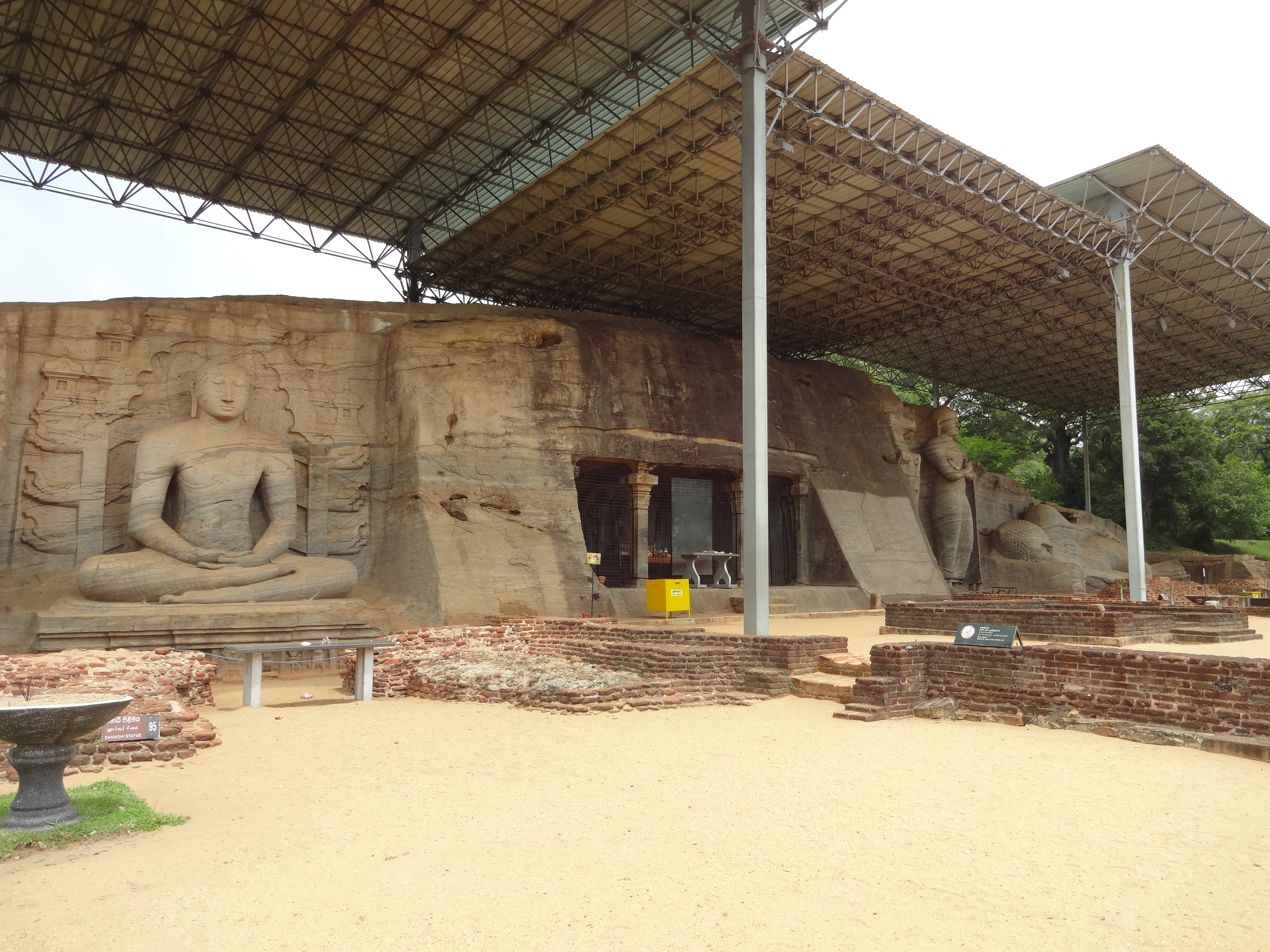
Gal Vihara

Gal Vihara of Gal Viharaya, oorspronkelijk Uttararama, is een rotstempel in de stad Polonnaruwa in de Noordelijke Centrale Provincie van Sri Lanka. Het centrale kenmerk van de tempel zijn vier stenen reliëfstandbeelden van de Boeddha, die zijn uitgehouwen in de wand van een grote granieten rots.

## Uttararama
Gal Vihara of "rotsklooster" (zo genoemd naar de grote rotswand waar de vier afbeeldingen van de Boeddha waren uitgehouwen) heette oorspronkelijk Uttararama ("het noordelijke klooster"). Het was volgens de Culavamsa een van de meer prominente van de honderd tempels die in heel Lanka door koning Parakramabahu I (1153–86) werden gebouwd. De Culavamsa vermeldt dat Parakramabahu I zijn arbeiders drie grotten liet bouwen in de rots na het voltooien van de tempel: de Vijjadhara Guha (grot van de geesten van kennis), de Nissina Patima Lena (grot van de zittende afbeelding) en de Nipanna Patima Guha (grot van het slapende beeld). Hoewel ze worden beschreven als "grotten", is alleen de Vijjadhara Guha een grot, terwijl de anderen beeldhuizen waren vergelijkbaar met de Thivanka en Lankathilaka, met hun muren verbonden met de rotswand. Deze muren, die kennelijk waren versierd met fresco's, zijn sindsdien vernietigd en alleen hun fundering is overgebleven.
Tegen de tijd dat Parakramabahu I de troon besteeg, was het boeddhistische priesterschap in het land verdeeld in drie broederschappen: Abhayagiri vihāra, Jetavanaramaya en Mahavihara. Hij hield een congregatie van monniken om de drie broederschappen te verzoenen, en 'zuiverde de orde' door corrupte monniken te verdrijven. Met de hulp van de oudsten van elke broederschap stelde hij later een katikavata ("gedragscode") op voor boeddhistische monniken en legde dit vast in een inscriptie in Uttararama. Aangenomen wordt dat het gebied voor de afbeeldingen, dat nu op een terras lijkt, de locatie is van de vergaderzaal waar deze congregatie werd gehouden. Het opschrift met de code is gesneden op de vlakke, gepolijste rotswand tussen de Vijjadhara Guha en het staande beeld.
De Uttararama werd verlaten tijdens de val van het koninkrijk Polonnaruwa. Vanaf de oprichting tot het verlaten ervan had het als een educatief etablissement gefunctioneerd, een centrum van boeddhistisch onderwijs in het land.

## Afbeeldingen

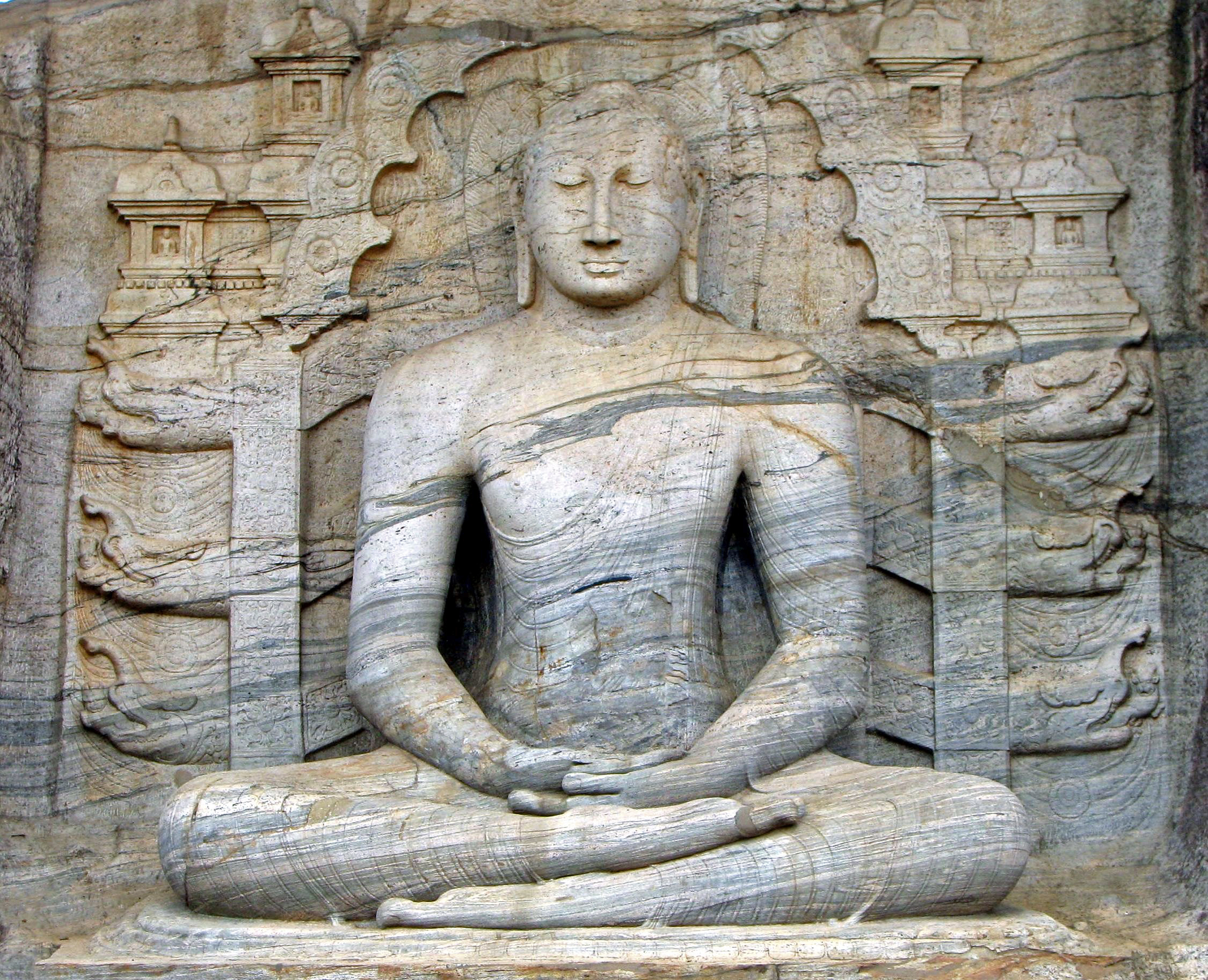
Het zittende beeld, dat de dhyanamudra weergeeft, vertoont tekenen van Mahayana-invloed.

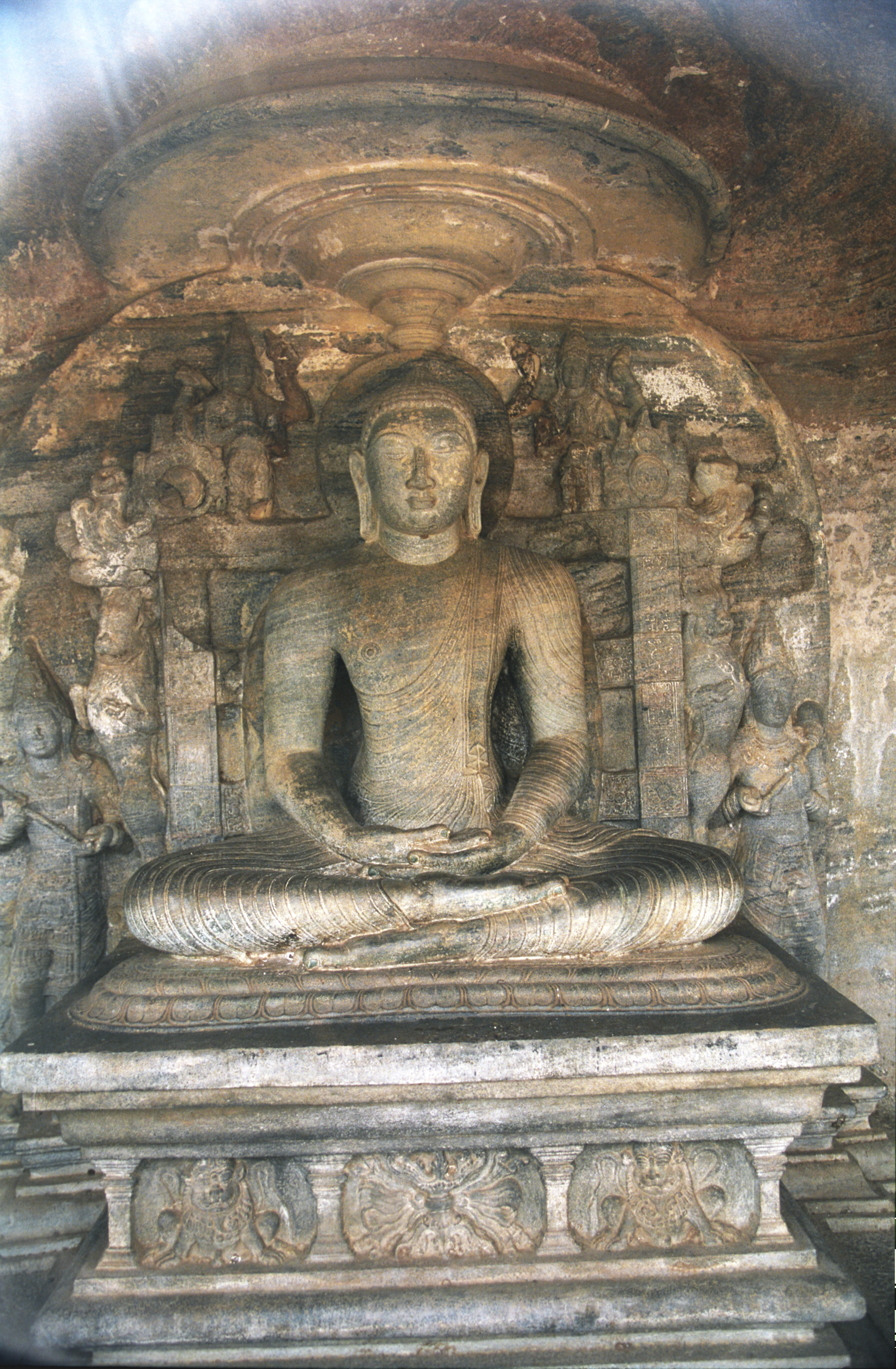
Vidyhadhara Guha

Het belangrijkste kenmerk van Gal Vihara zijn de vier afbeeldingen van de Boeddha die zijn gesneden op een enkele, grote granieten rotswand, die wordt beschouwd als een van de beste voorbeelden van de rotsgravure en beeldhouwkunst van de oude Singalezen. De rots is bijna 4,6 meter diep ingesneden om een rotswand te creëren voor de beelden, en is het enige voorbeeld in het land waar een natuurlijke rots in die mate is uitgegraven voor een dergelijk doel. De afbeeldingen plaatsen de tempel naast enkele van de belangrijkste monumenten die overleefden uit de oude koninkrijken van Sri Lanka en maken het tot de meest gevierde en bezochte tempel in Polonnaruwa. Drie van de afbeeldingen zijn vrij groot; de kleinste van hen is meer dan 4,6 meter lang en de grootste is meer dan 14 meter lang. Het vierde beeld is echter iets meer dan 1,2 meter en bevindt zich in een kunstmatige grot die in de rots is uitgehouwen. Een zittend beeld bevindt zich aan de linkerkant van de rots en aan de rechterkant is een grot en een ander zittend beeld. Verder naar rechts bevinden zich een staande afbeelding en vervolgens een liggende afbeelding. In tegenstelling tot andere beelden uit dezelfde periode (zoals die gevonden in het Lankathilaka-beeldhuis), zijn ze allemaal goed bewaard gebleven en geven ze daarom een goede indicatie over minder goed bewaarde voorbeelden. De grootte van elke afbeelding lijkt te zijn bepaald op basis van de hoogte van de rots op die plek, zodat het maximaal mogelijke gebied ervoor kon worden gebruikt. Volgens de archeoloog Senarath Paranavithana waren de afbeeldingen in hun vroege jaren kennelijk met goud bedekt. De stijl van de afbeeldingen wijkt enigszins af van die van beelden uit de eerdere Anuradhapuraperiode. De meest opvallende veranderingen zijn het bredere voorhoofd in de Gal Vihara-afbeeldingen. Het gewaad is gesneden met twee parallelle lijnen, in plaats van de enkele lijn gezien in de Anuradhapuraperiode, beïnvloed door de Amaravati-stroming.

### Zittend beeld
Het grote zittende beeld is 4,6 meter lang en toont de dhyanamudra. De zitting is gesneden in de vorm van een lotusbloem, de basis versierd met gravures van bloemen en leeuwen. Het beeld staat op een gebeeldhouwde troon, versierd met makara-afbeeldingen, met vier kleine afbeeldingen van de Boeddha (identiek aan de grotere afbeelding) in kleine kamers. Dit is een ongewoon kenmerk in de oude Singalese beeldhouwkunst en is vermoedelijk het resultaat van de invloed van Mahayana.

### Vidyhadhara Guha
Een klein beeldje van slechts 1,40 m hoog, maar vergelijkbaar met zijn grotere buur, bevindt zich in de kunstmatige grot genaamd de Vidyhadhara Guha. De grot werd gemaakt door 1,4 meter diep in de rots uit te houwen, waarbij vier vierkante schacht stenen kolommen aan de zijkanten van de 7,9 meter brede en 3,89 meter hoge opening overbleven. De basis van de lotusvormige zitting van het Boeddhabeeld is hier ook versierd met beelden van leeuwen. Een troon en een parasol zijn achter het beeld uitgehouwen, uitgebreider in ontwerp dan het grotere beeld. Een prabhamandala, of halo, is uitgesneden achter het hoofd van het standbeeld, dat rust tussen twee vierarmige goden. Volgens archeoloog H.C.P. Bell is de god rechts afgebeeld Brahma en de god links Vishnoe. De muren van de grot waren ooit versierd met fresco's, waarvan sporen achterbleven in de twee hoeken aan de achterkant van de grot.

### Staand beeld

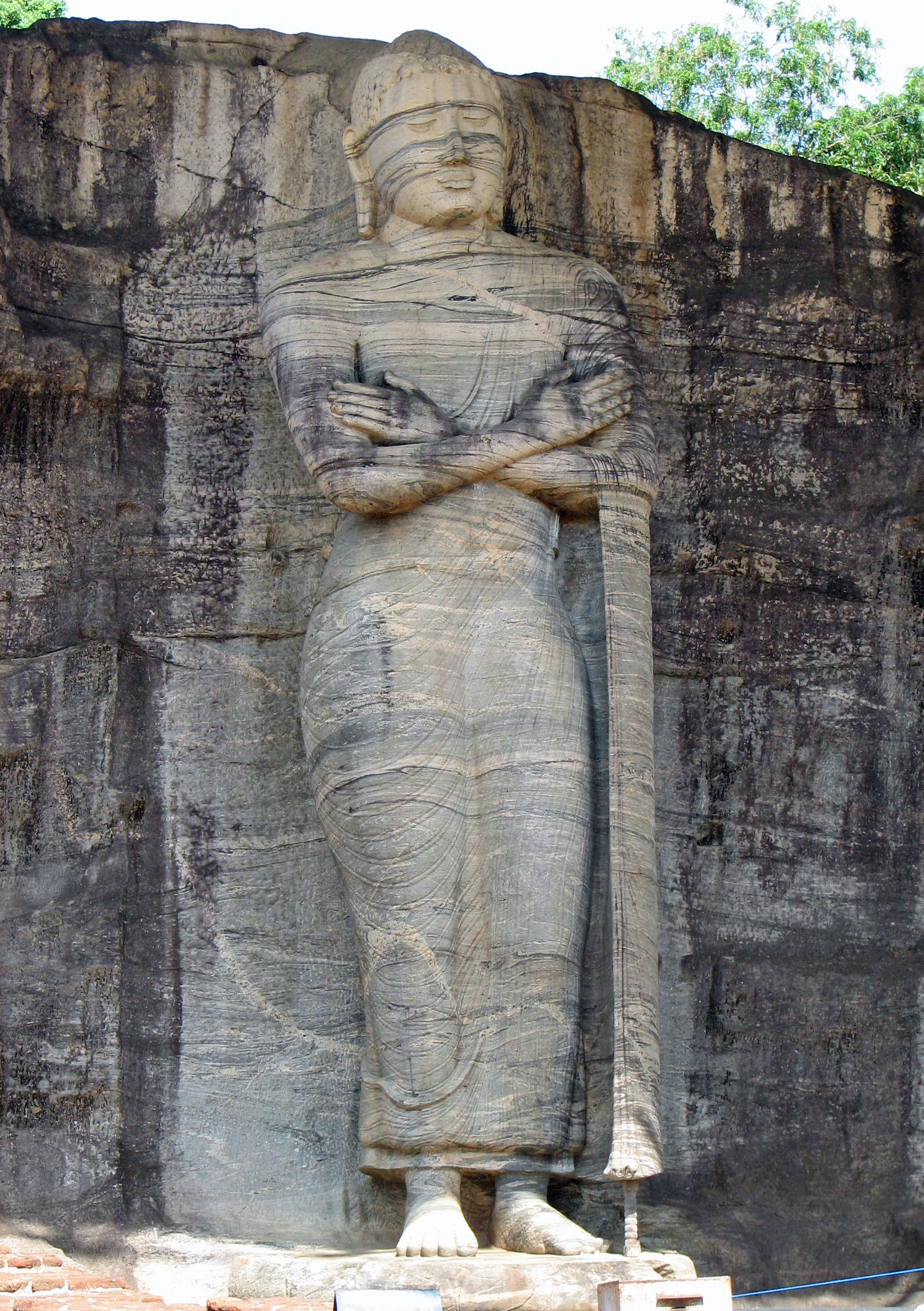
Het staande beeld toont een ongewone mudra

Het staande beeld is de focus van veel discussie onder historici en archeologen, omdat er een algemene overtuiging is dat het geen standbeeld van de Boeddha is. Het beeld is 6,93 m lang, en staat op een laag voetstuk in de vorm van een lotus. Hij leunt ontspannen achterover, zijn armen over elkaar gevouwen. Het gezicht van het standbeeld draagt een treurige uitdrukking en het liggende beeld - dat de parinirvana van de Boeddha weergeeft - ligt ernaast, waardoor sommigen geloven dat het de monnik Ānanda is, die het overlijden van de Boeddha aan zijn sterfbed beklaagt. De overblijfselen van de muren geven echter aan dat de twee afbeeldingen ooit in afzonderlijke kamers waren geplaatst, in plaats van naast elkaar. Archeoloog Paranavithana gelooft dat het standbeeld van de Boeddha is, die de mudra para dukkha dukkhitha of "verdriet om het verdriet van anderen" weergeeft. Dit is echter een zelden gebruikt gebaar in het Singalese beeldhouwwerk en wordt op slechts enkele locaties in het land gezien. Een andere mogelijkheid is dat het beeld de Boeddha toont tijdens zijn tweede week na verlichting, die hij besteedde aan het staren naar de Bodhiboom uit dankbaarheid voor het hem bieden van onderdak. Het beeld wordt niet genoemd in de Chulavamsa, die alleen de andere drie vermeldt. Hoewel dit een indicatie kan zijn dat het geen beeld van de Boeddha is, is het ook mogelijk dat het in een eerdere periode is gemaakt dan de andere beelden.

### Liggend beeld

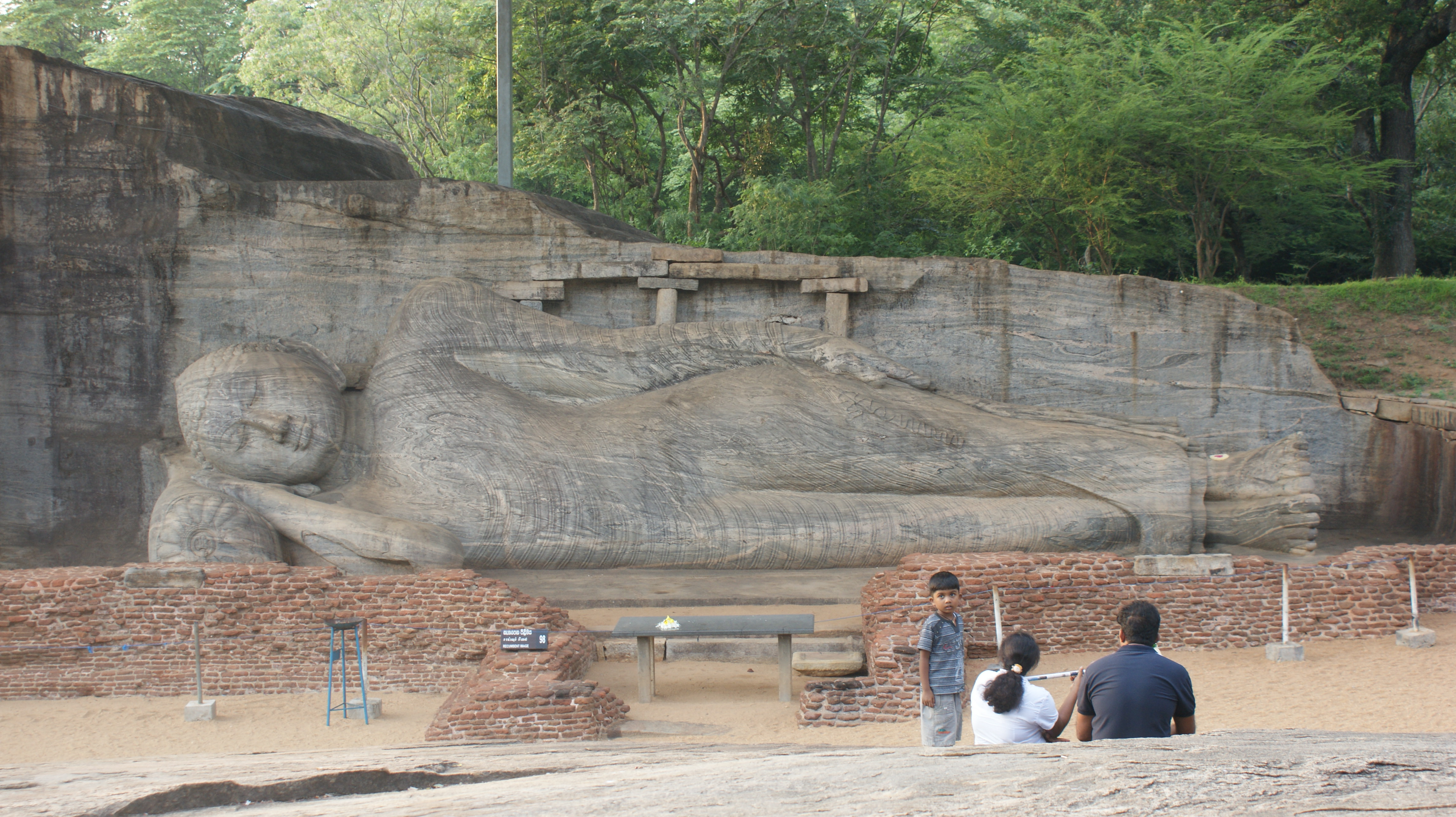
Het liggende beeld, dat de parinirvana van Boeddha weergeeft, is het grootste in Gal Vihara.

Met een lengte van 14,12 meter is het liggende beeld het grootste beeld in Gal Vihara, en ook een van de grootste sculpturen in Zuidoost-Azië. Het toont het parinirvana van de Boeddha, die op zijn rechterkant ligt met de rechterarm die het hoofd ondersteunt op een bolster (soort kussen), terwijl de linkerarm langs het lichaam en de dij ligt. Op de palm van de rechterhand en de voetzolen is een enkele lotusbloem gesneden. Charles Godakumbure, een voormalige commissaris van de archeologische afdeling van Sri Lanka, heeft verklaard dat de bolster waarop de Boeddha zijn hoofd rust zo goed is gesneden dat het lijkt op een kussen van katoen gevuld in plaats van een gesneden uit rots. De bovenste voet, de linkervoet van het beeld, is enigszins teruggetrokken om aan te geven dat het beeld weergeeft dat de Boeddha parinirvana heeft bereikt en niet alleen maar ligt. In tegenstelling tot de andere afbeeldingen heeft het liggende beeld geen versierd voetstuk en ligt het op een vlakke, kale rots. Op de muur achter de afbeelding zijn twee stenen kolommen in de rots uitgehouwen, wat suggereert dat het nu ontbrekende beeldhuis een houten dak had.